# Braunschweiger TSC
Der Braunschweiger Tanz-Sport-Club e. V. (BTSC), kurz auch nur Braunschweiger TSC genannt, ist ein deutscher Tanzsportverein in Braunschweig. Der Verein wurde am 24. Januar 1962 gegründet. Im April 1969 schloss sich der Verein dem Postsportverein Blau-Gelb Braunschweig von 1927 (Post SV Braunschweig) an, der Ende 2002 nach einem Insolvenzverfahren den Sportbetrieb einstellte.
Der Verein ist vor allem für seine Standardformationen bekannt. Das A-Team des Braunschweiger TSC tanzt in der 1. Bundesliga Standard. Der Verein verfügt darüber hinaus über Turnierpaare und diverse Breitensportangebote.

## Standardformationen

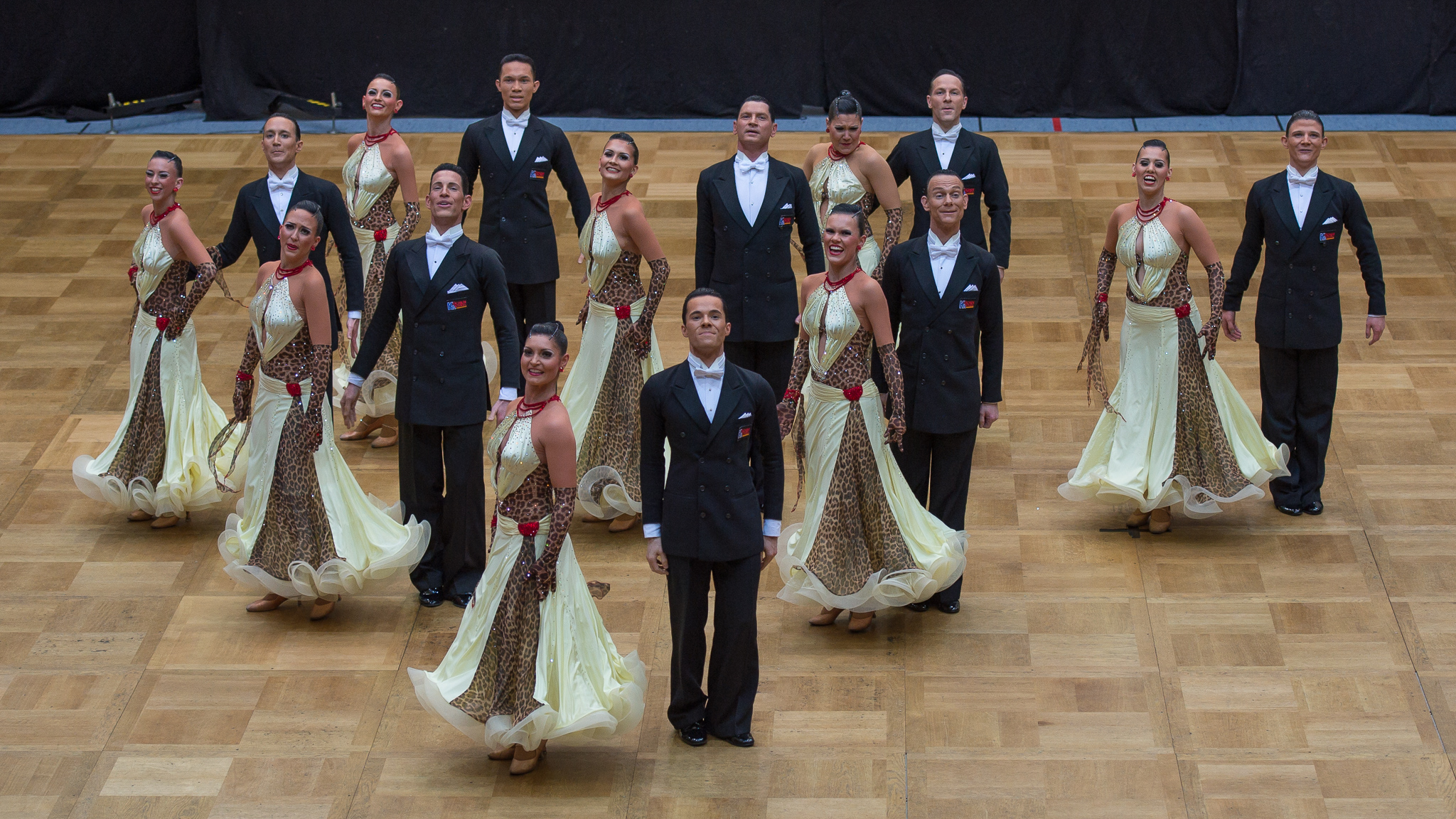
Standardformation (Saison 2016/17)

### A-Team
Das A-Team des Braunschweiger TSC wurde 1974 gegründet. Seit Mitte der 1980er-Jahre belegt die Formation bei nationalen und internationalen Turnieren obere Plätze.
Aktueller Trainer des A-Teams ist Rüdiger Knaack, der die Mannschaft seit 1988 trainiert.
| Saison  | Thema                                   | Trainer                                    | Bundesliga                              | Deutsche Meisterschaft                  | Europameisterschaft                     | Weltmeisterschaft                       |
| ------- | --------------------------------------- | ------------------------------------------ | --------------------------------------- | --------------------------------------- | --------------------------------------- | --------------------------------------- |
| 1998/99 | Lulus grüner Kaktus                     | Rüdiger Knaack, Thomas Kitta               | 4. Platz                                | 4. Platz                                |                                         |                                         |
| 1999/00 | Jekyll & Hyde                           | Rüdiger Knaack, Thomas Kitta               | 1. Platz                                | 2. Platz                                |                                         | 3. Platz                                |
| 2000/01 | Jekyll & Hyde                           | Rüdiger Knaack, Thomas Kitta               | 1. Platz                                | 1. Platz                                | 3. Platz                                | 1. Platz                                |
| 2001/02 | The Magic of Love                       | Rüdiger Knaack, Thomas Kitta               | 1. Platz                                | 1. Platz                                | 2. Platz                                | 2. Platz                                |
| 2002/03 | The Magic of Love                       | Rüdiger Knaack, Thomas Kitta, Oliver Kraft | 1. Platz                                | 1. Platz                                | 2. Platz                                | 3. Platz                                |
| 2003/04 | Celine                                  | Rüdiger Knaack, Thomas Kitta, Oliver Kraft | 1. Platz                                | 1. Platz                                | 3. Platz                                | 2. Platz                                |
| 2004/05 | Celine                                  | Rüdiger Knaack, Oliver Kraft               | 1. Platz                                | 1. Platz                                | 2. Platz                                | 1. Platz                                |
| 2005/06 | Musica è                                | Rüdiger Knaack                             | 1. Platz                                | 1. Platz                                | 1. Platz                                | 1. Platz                                |
| 2006/07 | Musica è                                | Rüdiger Knaack                             | 1. Platz                                | 2. Platz                                | 2. Platz                                | 3. Platz                                |
| 2007/08 | Music Cultures                          | Rüdiger Knaack                             | 2. Platz                                | 2. Platz                                | nicht angetreten                        | 4. Platz                                |
| 2008/09 | Music Cultures                          | Rüdiger Knaack                             | 2. Platz                                | 2. Platz                                | 5. Platz                                | 3. Platz                                |
| 2009/10 | Ballads of Rock                         | Rüdiger Knaack, Bernd-Dieter Krügel        | 1. Platz                                | 2. Platz                                | 3. Platz¹                               | 3. Platz                                |
| 2010/11 | Ballads of Rock                         | Rüdiger Knaack                             | 1. Platz                                | 1. Platz                                | 1. Platz                                | 2. Platz                                |
| 2011/12 | Immortality                             | Rüdiger Knaack, Jens Nolte                 | 1. Platz                                | 1. Platz                                | nicht ausgetragen                       | 1. Platz                                |
| 2012/13 | Immortality                             | Rüdiger Knaack, Jens Nolte                 | 1. Platz                                | 1. Platz                                | nicht ausgetragen                       | 1. Platz                                |
| 2013/14 | Immortality                             | Rüdiger Knaack, Jens Nolte                 | 1. Platz                                | 1. Platz                                | nicht ausgetragen                       | 2. Platz                                |
| 2014/15 | In constant touch                       | Rüdiger Knaack                             | 1. Platz                                | 1. Platz                                | nicht ausgetragen                       | 1. Platz                                |
| 2015/16 | In constant touch                       | Rüdiger Knaack                             | 2. Platz                                | 2. Platz                                | 3. Platz                                | 3. Platz                                |
| 2016/17 | In constant touch                       | Rüdiger Knaack                             | 1. Platz                                | 1. Platz                                | nicht ausgetragen                       | 2. Platz                                |
| 2017/18 | Light and Darkness                      | Rüdiger Knaack                             | 2. Platz                                | 3. Platz                                | nicht ausgetragen                       | 2. Platz                                |
| 2018/19 | Light and Darkness                      | Rüdiger Knaack                             | 2. Platz                                | 1. Platz                                | nicht ausgetragen                       | 3. Platz                                |
| 2019/20 | Light and Darkness                      | Rüdiger Knaack                             | 2. Platz                                | 2. Platz                                | nicht ausgetragen                       | 4. Platz                                |
| 2020/21 | wegen der COVID-19-Pandemie ausgefallen | wegen der COVID-19-Pandemie ausgefallen    | wegen der COVID-19-Pandemie ausgefallen | wegen der COVID-19-Pandemie ausgefallen | wegen der COVID-19-Pandemie ausgefallen | wegen der COVID-19-Pandemie ausgefallen |
| 2021/22 | Dancing on the Ceiling                  | Rüdiger Knaack                             | 4. Platz                                | 1. Platz                                | nicht ausgetragen                       | –                                       |
| 2022/23 | Dancing on the Ceiling                  | Rüdiger Knaack                             | 1. Platz                                | 1. Platz                                | nicht ausgetragen                       | 1. Platz                                |
| 2023/24 | Dancing on the Ceiling                  | Rüdiger Knaack                             | 1. Platz                                | 1. Platz                                | nicht ausgetragen                       | nicht ausgetragen                       |
| 2024/25 | Unforgettable #17 – The Final Curtain   | Rüdiger Knaack                             |                                         | 1. Platz                                | nicht ausgetragen                       | 2. Platz                                |

¹ Bei der Europameisterschaft 2009 tanzte der BTSC noch nicht die neue Choreographie „Ballads of Rock“, sondern noch einmal die ehemalige Choreographie „Musica è“.
Bei den World DanceSport Games 2013 der World DanceSport Federation, die im September im taiwanischen Kaohsiung stattfanden, gewann die Standardformation des Braunschweiger TSC den Wettkampf in der Rubrik „Adult Formation Standard“.

#### Erfolge vor 1998
- Deutscher Meister: 1989–1991, 1994, 1995, 1997[3]
- Deutscher Vizemeister: 1985–1988, 1992, 1993, 1996, 2015[3]

- Weltmeister: 1991–1994[4]
- Vizeweltmeister: 1985–1990, 1995–1996[4]

- Europameister: 1986, 1990–1995, 1997[5]
- Vizeeuropameister 1987–1989, 1996[5]

Für die zahlreichen Erfolge wurde dem A-Team des Braunschweiger TSC das Silberne Lorbeerblatt durch den Bundespräsidenten verliehen, die höchste Auszeichnung, die in Deutschland an Sportler verliehen werden kann.

### Weitere Standardformationen
Neben dem A-Team verfügte der Verein auch über ein B-Team sowie eine Breitensportformation. Zeitweise gab es auch ein C-Team.
Das B-Team des Braunschweiger TSC bestand seit 1981. Auch das B-Team tanzte zwischenzeitlich in der 1. und 2. Bundesliga Standard, so in den Jahren 2003/04, 2004/05, 2005/06, 2007/08, 2012/13 und 2014/15 (1. Bundesliga) sowie 2002/03, 2006/07, 2010/11, 2011/12 und 2013/14 (2. Bundesliga). Zur Saison 2015/16 zog der Verein die Mannschaft aus dem Ligabetrieb (2. Bundesliga Standard) zurück. Auf den freigewordenen Startplatz rückte die Standardformation des TSZ Blau-Gold Casino Darmstadt nach.
Das C-Team stieg Mitte der 1990er-Jahre in die 2. Bundesliga auf, trat aber zuletzt in der Saison 2005/06 nur in der Regionalliga Nord-West Standard an und belegte dort am Ende den 7. Platz der Tabelle. In der Saison 2012/13 trat wieder ein C-Team für den Braunschweiger TSC in der Regionalliga Nord Standard an.

## Lateinformation
1992 wurde eine Lateinformation im Braunschweiger TSC gegründet. Sie startete zunächst in der Landesliga Nord, stieg aber innerhalb von vier Jahren bis in die 1. Bundesliga Latein auf:
- 1992/93: Landesliga Nord Latein
- 1993/94: Oberliga Nord Latein
- 1994/95: Regionalliga Nord Latein (2. Platz der Liga, 2. Platz im Aufstiegsturnier)
- 1995/96: 2. Bundesliga Nord Latein
- 1996/97: 1. Bundesliga Nord Latein

Bis zur Saison 2002/03 startete das Team in der 1. oder 2. Bundesliga Latein. In der Saison 2001/02 trat es in Formationsgemeinschaft mit dem TvH Schwarz-Gold Hannover an. Die Saison 2002/03 beendete das Team auf dem 7. Platz der 2. Bundesliga und trat in der Saison 2003/04 in der Regionalliga Nord Latein nicht mehr an.
Kurzzeitig verfügte der Braunschweiger TSC auch über ein B-Team, das in der Saison 1996/97 in der Landesliga Nord Latein antreten sollte, vor Saisonbeginn jedoch wieder abgemeldet wurde.